# Malmö Fotbollförening 2025
Questa voce raccoglie le informazioni riguardanti il Malmö Fotbollförening, meglio conosciuto come Malmö FF, nelle competizioni ufficiali della stagione 2025.

## Maglie e sponsor
Puma è sponsor tecnico per il ventiquattresimo anno di fila. Il nuovo main sponsor, Oatly, azienda produttrice di bevande a base di avena, ha invece scelto di sostituire il proprio logo sulle maglie con la dicitura "Framåt Malmö!" ("Avanti Malmö!"), come tributo alla squadra e alla città.

## Rosa
| N. |                      | Ruolo | Calciatore                     |
| -- | -------------------- | ----- | ------------------------------ |
| 1  | Brasile (bandiera)   | P     | Ricardo Friedrich              |
| 2  | Svezia (bandiera)    | D     | Johan Karlsson                 |
| 6  | Svezia (bandiera)    | C     | Oscar Lewicki                  |
| 7  | Svezia (bandiera)    | C     | Otto Rosengren                 |
| 8  | Islanda (bandiera)   | A     | Arnór Sigurðsson               |
| 9  | Svezia (bandiera)    | A     | Isaac Kiese Thelin             |
| 10 | Danimarca (bandiera) | C     | Anders Christiansen (capitano) |
| 11 | Svezia (bandiera)    | A     | Emmanuel Ekong                 |
| 13 | Svezia (bandiera)    | D     | Martin Olsson                  |
| 16 | Norvegia (bandiera)  | C     | Oliver Berg                    |
| 17 | Danimarca (bandiera) | D     | Jens Stryger Larsen            |
| 18 | Svezia (bandiera)    | D     | Pontus Jansson                 |
| 19 | Norvegia (bandiera)  | D     | Colin Rösler                   |
| 20 | Norvegia (bandiera)  | A     | Erik Botheim                   |

| N. |                       | Ruolo | Calciatore         |
| -- | --------------------- | ----- | ------------------ |
| 21 | Svezia (bandiera)     | C     | Stefano Vecchia    |
| 22 | Svezia (bandiera)     | C     | Taha Ali           |
| 23 | Norvegia (bandiera)   | C     | Lasse Berg Johnsen |
| 25 | Brasile (bandiera)    | D     | Gabriel Busanello  |
| 27 | Svezia (bandiera)     | P     | Johan Dahlin       |
| 29 | Montenegro (bandiera) | A     | Sead Hakšabanović  |
| 32 | Islanda (bandiera)    | A     | Daníel Guðjohnsen  |
| 33 | Svezia (bandiera)     | P     | Melker Ellborg     |
| 34 | Svezia (bandiera)     | C     | Zakaria Loukili    |
| 35 | Svezia (bandiera)     | D     | Nils Zätterström   |
| 37 | Svezia (bandiera)     | D     | Adrian Skogmar     |
| 38 | Svezia (bandiera)     | C     | Hugo Bolin         |
| 40 | Svezia (bandiera)     | C     | Kenan Busuladžić   |